# براچو دو ترومبودو
براچو دو ترومبودو (به پرتغالی: Braço do Trombudo) یک منطقهٔ مسکونی در برزیل است که در سانتا کاتارینا واقع شده‌است. براچو دو ترومبودو ۳٬۷۶۹ نفر جمعیت دارد.